# Pulvinaria costata
Pulvinaria costata är en insektsart som beskrevs av Borchsenius 1952. Pulvinaria costata ingår i släktet Pulvinaria och familjen skålsköldlöss. Inga underarter finns listade i Catalogue of Life.